# John de Mowbray, IV barone Mowbray
John de Mowbray, IV barone Mowbray (Epworth, 24 giugno 1340 – Costantinopoli, 1368), è stato un nobile e militare inglese che venne ucciso nei pressi di Costantinopoli mentre si recava in Terra santa.

## Biografia

### Infanzia
John de Mowbray nacque il 24 giugno 1340 ad Epworth ultimogenito di John de Mowbray, I barone Mowbray (29 novembre 1310-4 ottobre 1361) e dalla sua seconda moglie Joan di Lancaster (1312circa-7 luglio 1349) la più giovane delle figlie di Henry Plantageneto. John aveva anche due sorelle, Blanche Mowbray (morta 21 luglio 1409) ed Eleanor Mowbray.

### Carriera militare
Nel 1355 lui ed altri venticinque giovani vennero creati cavalieri da Edoardo III d'Inghilterra mentre erano in procinto di salpare per la Francia e l'anno seguente combatté in una campagna in Bretagna. 
Alla morte del padre nel 1361 John entrò in possesso delle proprietà paterne che erano però soggette a una Controdote destinata alla sua matrigna Elizabeth de Vere (morta il 14 o 16 agosto 1375). Attorno al 1369 ella si risposò per la terza volta con William de Cossington, ma poco dopo le nozze entrambi finirono alla Fleet Prison per debiti. Secondo alcuni storici questo fu dovuto al fatto che John perseguì la matrigna per aver male amministrato la proprietà e il risarcimento elevato avrebbe messo la coppia in difficoltà economiche. 

### Trattative matrimoniali e matrimonio
Attorno al 1343 vennero contemplati dei doppi matrimoni fra le famiglie Mowbray e Montagu. John avrebbe dovuto sposare Audrey Montagu, nipote di Tommaso Plantageneto, I conte di Norfolk, mentre sua sorella Blanche avrebbe dovuto maritarsi con Edward Montagu. Nessuna di queste unioni ebbe luogo, il 25 marzo 1349 John sposò Elizabeth Segrave (25 ottobre 1338-1368), mentre sua sorella Blanche andò in moglie a John Segrave, figli di John Segrave e Margaret, duchessa di Norfolk. Per questi matrimoni fu necessaria una dispensa rilasciata da Papa Clemente VI come richiesto a suo tempo da Enrico Plantageneto desideroso di evitare dispute giacché le famiglie erano vicine di casa. 
Dal proprio matrimonio John non trasse particolari benefici finanziari a causa della grossa rendita vedovile di cui godeva sua suocera, Margaret, duchessa di Norfolk, che visse fino al 1399. Comunque quando suo suocero morì il 1º aprile 1353 Edoardo III permise a John di entrare in possesso di una piccola parte delle proprietà. I dati relativi al 1367 mostrano che egli possedeva una rendita annua di circa 800£.

### Viaggio in Terra Santa e morte
John fu convocato in parlamento dal 14 agosto 1362 al 20 gennaio 1366 e l'anno seguente iniziò i preparativi per un viaggio oltre mare, John venne ucciso dai turchi nei pressi di Costantinopoli mentre si recava in Terra santa. 
Una lettera datata al 1396 suggerische che John sia stato inizialmente sepolto in un convento a Galata e che solo in seguito su richiesta del figlio abbia fatto ritorno in patria.
Al momento della morte John era rimasto vedovo da pochi mesi.

## Discendenza
Lord John de Mowbray ed Elizabeth Segrave ebbero:
- John de Mowbray, I conte di Nottingham (1º agosto 1365-prima del 12 febbraio 1383);
- Thomas de Mowbray, I duca di Norfolk;
- Eleanor de Mowbray (prima del 1361-prima del 13 agosto 1417);
- Margaret de Mowbray (morta prima dell'11 luglio 1401);
- Joan de Mowbray.

## Ascendenza
|                                     |                              |                                        | Genitori                                                       |  |  | Nonni |  |  | Bisnonni                           |  |  | Trisnonni        |  |
|                                     |                              |                                        |                                                                |  |  |       |  |  | Roger de Mowbray, I barone Mowbray |  |  | Roger de Mowbrey |  |
|                                     |                              |                                        |                                                                |  |  |       |  |  | Roger de Mowbray, I barone Mowbray |  |  | Roger de Mowbrey |  |
|                                     |                              | Maud de Beauchamp                      |                                                                |  |  |       |  |  | Roger de Mowbray, I barone Mowbray |  |  |                  |  |
| John de Mowbray, II barone Mowbray  |                              |                                        |                                                                |  |  |       |  |  | Roger de Mowbray, I barone Mowbray |  |  |                  |  |
|                                     |                              | Rohese de Clare                        | Richard de Clare, VI conte di Gloucester e V conte di Hertford |  |  |       |  |  |                                    |  |  |                  |  |
|                                     |                              | Rohese de Clare                        | Richard de Clare, VI conte di Gloucester e V conte di Hertford |  |  |       |  |  |                                    |  |  |                  |  |
|                                     |                              | Rohese de Clare                        | Maud de Lacy                                                   |  |  |       |  |  |                                    |  |  |                  |  |
| John de Mowbray, III barone Mowbray |                              | Rohese de Clare                        |                                                                |  |  |       |  |  |                                    |  |  |                  |  |
|                                     |                              | William de Braose, II barone di Braose | William de Braose, I barone di Braose                          |  |  |       |  |  |                                    |  |  |                  |  |
|                                     |                              | William de Braose, II barone di Braose | William de Braose, I barone di Braose                          |  |  |       |  |  |                                    |  |  |                  |  |
|                                     |                              | William de Braose, II barone di Braose | Aline de Multon                                                |  |  |       |  |  |                                    |  |  |                  |  |
| Aline de Braose                     |                              | William de Braose, II barone di Braose |                                                                |  |  |       |  |  |                                    |  |  |                  |  |
|                                     |                              | Agnes St. Clare                        | …                                                              |  |  |       |  |  |                                    |  |  |                  |  |
|                                     |                              | Agnes St. Clare                        | …                                                              |  |  |       |  |  |                                    |  |  |                  |  |
|                                     |                              | Agnes St. Clare                        | …                                                              |  |  |       |  |  |                                    |  |  |                  |  |
| John de Mowbray, IV barone Mowbray  |                              | Agnes St. Clare                        |                                                                |  |  |       |  |  |                                    |  |  |                  |  |
|                                     | Edmund, I conte di Lancaster | Henry III, re d'Inghilterra            |                                                                |  |  |       |  |  |                                    |  |  |                  |  |
|                                     | Edmund, I conte di Lancaster | Henry III, re d'Inghilterra            |                                                                |  |  |       |  |  |                                    |  |  |                  |  |
|                                     | Edmund, I conte di Lancaster | Éléonore de Provence                   |                                                                |  |  |       |  |  |                                    |  |  |                  |  |
| Henry, III conte di Lancaster       | Edmund, I conte di Lancaster |                                        |                                                                |  |  |       |  |  |                                    |  |  |                  |  |
|                                     |                              | Blanche d'Artois                       | Robert I, conte d'Artois                                       |  |  |       |  |  |                                    |  |  |                  |  |
|                                     |                              | Blanche d'Artois                       | Robert I, conte d'Artois                                       |  |  |       |  |  |                                    |  |  |                  |  |
|                                     |                              | Blanche d'Artois                       | Mathilde di Brabante                                           |  |  |       |  |  |                                    |  |  |                  |  |
| Joan di Lancaster                   |                              | Blanche d'Artois                       |                                                                |  |  |       |  |  |                                    |  |  |                  |  |
|                                     |                              | Patrick V de Chaworth                  | Patrick IV de Chaworth                                         |  |  |       |  |  |                                    |  |  |                  |  |
|                                     |                              | Patrick V de Chaworth                  | Patrick IV de Chaworth                                         |  |  |       |  |  |                                    |  |  |                  |  |
|                                     |                              | Patrick V de Chaworth                  | Hawise de Londres                                              |  |  |       |  |  |                                    |  |  |                  |  |
| Maud de Chaworth                    |                              | Patrick V de Chaworth                  |                                                                |  |  |       |  |  |                                    |  |  |                  |  |
|                                     |                              | Isabella de Beauchamp                  | William de Beauchamp, IX conte di Warwick                      |  |  |       |  |  |                                    |  |  |                  |  |
|                                     |                              | Isabella de Beauchamp                  | William de Beauchamp, IX conte di Warwick                      |  |  |       |  |  |                                    |  |  |                  |  |
|                                     |                              | Isabella de Beauchamp                  | Maud FitzJohn                                                  |  |  |       |  |  |                                    |  |  |                  |  |
|                                     |                              | Isabella de Beauchamp                  |                                                                |  |  |       |  |  |                                    |  |  |                  |  |